# Saint-Martin-Ste-Catherine
Saint-Martin-Ste-Catherine – miejscowość i gmina we Francji, w regionie Nowa Akwitania, w departamencie Creuse.
Według danych na rok 1990 gminę zamieszkiwało 425 osób, a gęstość zaludnienia wynosiła 16 osób/km² (wśród 747 gmin Limousin Saint-Martin-Ste-Catherine plasuje się na 286. miejscu pod względem liczby ludności, natomiast pod względem powierzchni na miejscu 212.).